# Chiesa della Natività di Nostro Signore Gesù Cristo
La chiesa della Natività di Nostro Signore Gesù Cristo è un luogo di culto di Roma, nel quartiere Appio-Latino, in via Gallia.

## Storia
La chiesa, costruita su progetto di Tullio Rossi nel 1936, è stata eretta a parrocchia il 12 marzo 1937 con il decreto del cardinale vicario Francesco Marchetti Selvaggiani "Succrescente in dies", ed è sede del titolo cardinalizio “Natività di Nostro Signore Gesù Cristo a Via Gallia” istituito da papa Paolo VI nel 1969.
Negli anni '60 durante la ricorrenza del Corpus domini dalla chiesa partiva una processione che attraversava le vie del quartiere e (dopo aver transitato per via Britannia piena di bancarelle) terminava su piazza Armenia dove era stata realizzata un'infiorata che molti nel quartiere ancora ricordano.

## Descrizione

### Arte e architettura

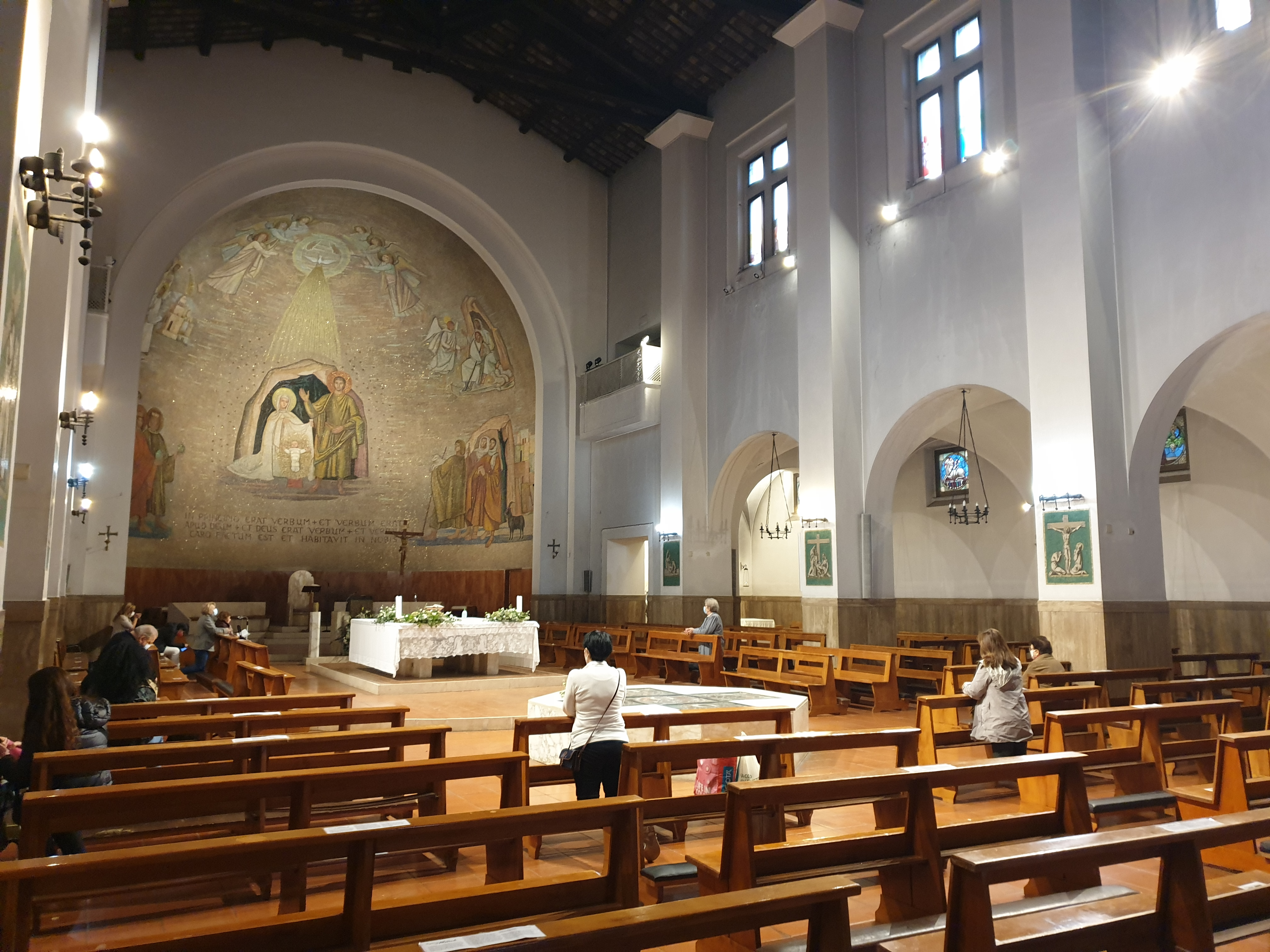
L'interno

Nella facciata sono inseriti un rosone e un portale centrale, sopra il quale, nella lunetta, vi è un bassorilievo con la rappresentazione dell'Annunciazione. Un'alta torre campanaria è posta sul lato sinistro della chiesa.
L'interno è a tre navate, suddivise da pilastri, con soffitto a capriate. Nella navata centrale è posta la vasca battesimale per il battesimo per immersione: essa è a forma ottagonale; la copertura è composta da cinque pannelli con vetrate, che riproducono l'immagine della Madonna e i simboli dei quattro evangelisti. Sui pilastri della navata centrale è la Via Crucis a mosaico. Il profondo presbiterio accoglie un altare di notevoli dimensioni e di forma quadrata; nell'abside un grande mosaico di Gilda Nagni raffigura la Natività di Gesù con la Sacra Famiglia. Il tabernacolo è opera di Goffredo Verginelli.
Le navate laterali terminano con piccole absidi. In quella di sinistra vi è un mosaico raffigurante il Cristo, mentre nella navata di destra un altro mosaico con la Pentecoste.

### Organo a canne
Nella chiesa si trova l'organo a canne Mascioni opus 530. Costruito nel 1940, è stato restaurato nel 1983; in tale occasione, il sistema di trasmissione, elettrico, è stato revisionato e la consolle spostata dalla cantoria sopra l'ingresso alla sinistra del presbiterio. Lo strumento è collocato in due corpi sopra la cantoria in controfacciata ed ha due tastiere di 58 note ciascuna ed una pedaliera concavo-radiale di 30.